# 松沢呉一
松沢 呉一（まつざわ くれいち、1958年9月18日 - ）は、コラムニスト、編集者、フリーライター、性風俗研究家、古本蒐集家。

## 人物・経歴
本名・伊藤嘉。出身地を含めて真の経歴は不明。1990年代のコラムを持っていた『週刊SPA!』等では広島県出身とすることが多く、近年もインタビューで「広島県呉市出身で、松沢呉一というペンネームは、祖父が呉で一番になれって付けてくれた事になっている嘘名前」等と語っている。しかし以前はペンネームは、カウンセリングを受けたという有名な精神病院「松沢病院」と「クレイジー」を組み合わせ「松沢呉一」としたとしていたが、近年では、精神病患者への差別から社会的批判を受けることが多いため、このような発言はしていない。この他、北海道生まれとする文献もあり、『日外アソシエーツ』人物情報では愛知県出身となっている。松沢の著書によく記載される、「父親がサーカス団に勤務していたため、中学までは各地を転々とする。得意なのは一輪車乗り」とするプロフィールも真偽は不明。
2019年のインタビューでは「愛知県生まれ。3歳で北海道札幌市へ引っ越し、小学校と中学校時代を過ごすと、高校で再び愛知県名古屋市に戻った」と語っている。
1983年、早稲田大学法学部卒業。大学時代は、自主映画にかかわり、石井聰亙、長崎俊一、矢崎仁司、保坂和志、室井滋らと知合う。
パルコに入社してイベントや展覧会の企画を行うが翌年退社。音楽プロモータースマッシュ、ぴあなどに勤務。会社勤めとなっても、やはり音楽、放送、出版、広告、宣伝企画関係の仕事を毎年転々。傍ら『POPEYE』、『週刊SPA!』、『BRUTUS』、『ガロ』、『思想の科学』、『BURRN!』などの雑誌に執筆。
30代でライター専業となる。幅広いジャンルを手掛け、この間のペンネームは、デザイナーとして"幸田図版"、ビデオ評論家"村田ビデ雄"、ドラッグ研究家"麻薬師丸ヒロポン"、音楽評論家"皮むけ隆一"、オカルティスト"ブードゥー小百合"、町の考古学者"メソポタミア二郎"、博学家"こりゃまた宏"などを名乗り、活字になったものだけで20は越える。またテレビ「11PM」には汚物評論家"おりものまさお"、モンド評論家"中村モンド"として出演した。
また過去には一時、日本テレビの深夜映画番組の前説のトークに「古本のオーソリティにして、モンドなんでも博士」として和服姿で出演していた。
ものごとに凝りやすい性格で、一時は「飲尿療法」にも凝って実践していた。
また「ホーミー」に凝っていたこともあり、1991年に中野純、大井夏代、谷口正明らと「モダンホーミー協会」（正式名称：秘密結社近江商法会）を結成。ホーミーの練習及び普及活動を行う。
特に、他人が嫌がる「危ない」話題や問題（エログロ、宗教、民族問題など）にこだわる傾向がある。
広瀬隆の著書『危険な話 チェルノブイリと日本の運命』を信奉して、周囲に広めていたこともあるが、後にこれは、「間違っていた」と撤回した。その後、2011年の福島第一原子力発電所事故発生まで原子力発電所についての言及は控えていた。ただし、原発推進に転じたわけではない。福島第一原子力発電所事故に際しては、自身の有料メールマガジン（後述）で、体内被曝の危険性、原発産業の問題点などを指摘している。
なお、「超能力演歌歌手・サバヒゲ」と自称する男性とタマタマ知り合い、面白がって交際していたが、あまりの、うさんくささに松沢も辟易し、根本敬をはじめとする「幻の名盤解放同盟」の面々に、「相手をしてもらう」のを譲ったこともある（根本の著書『因果鉄道の旅』に詳細あり）。
古書収集も盛んに行っており、『松沢堂の冒険 鬼と蠅叩き』はその成果が出た本。松沢は、この傾向の「古書関係の本」を続けて出したかったが、のちに到来する「古本ブーム」以前であり、売れ行きが悪く、続編は出なかった。
1990年代からは得意の「エロ関係」の執筆が多くなりペンネームも「松沢呉一」に統一。一時、「市井の性科学者」を名乗っており、「明治以降の性文献の収集では日本一」と語っている。その性文献の収集の成果が、『魔羅の肖像』となった。なお、同書は、書いているうちに題名と内容が乖離し、フェミニズム関係者が主張していた「クリトリス至上主義」を論破し、ヴァギナの中に性感帯があることを研究・主張した本となった。1993年5月には、SPA!の特集「日本人の自慰」のアンケートを作成。それ以前からオナニー特集の企画を出していたが、創刊5周年の特集でようやく日の目を見る。大規模なアンケートを行い、松沢の知る限りオナニー単独でこれほど細かい調査が行われたことはなかったと言わしめた。名簿業者からリストを購入、返信用切手同封の上、協力者にはテレフォンカードを送るなどしたため、経費が膨大となり、松沢のギャラが削られることになったが、その後データを自由に使っていいとの条件であったために、ノーギャラでもメリットがあると考えた。
1993年5月22日には、日本青年館でオウム真理教の専属オーケストラであるキーレーンのコンサートを鑑賞。麻原彰晃作曲とされる曲が意外に面白く驚いたが、オーケストラの団員は指揮者を見ず、まとまりに欠けると批評。この当時のロシアは、長年宗教が抑圧されていたため、オウム真理教は信徒数を大幅に伸ばし、宗教の入れ食い状態であり、自由の象徴ですらあるとも述べている。このコンサートの後で、出家前にはアサ芸の元ライターだった広報担当者と食事をするが、「坂本弁護士はどこへ行った」などと尋ねる。この際には、坂本弁護士一家失踪事件はオウムの仕業ではないと考えていた。1995年以降のオウム真理教事件については、前年の松本サリン事件を教訓に、オウムに対しても慎重な態度を取るべきだと主張した。そのため、実際に殺害の対象とされていた小林よしのりや、切通理作に「オウムの手先」と非難された。また、切通は『宝島30』で、松沢の本名を挙げて非難している。小林に非難された宅八郎、鈴木邦男、靍師一彦、絓秀実、西岡昌紀らと共に、のちに反論本『教科書が教えない小林よしのり』を出している。
2000年代に入ると風俗の体験取材を元に、風俗ライター、エロライターとしてトップエロの地位を確立、『ヤンナイ』などの連載他、多数の著書を刊行した。
なお、他の「風俗ライター」との違いとして、松沢は風俗を楽しみながらも、「フィールド・ワーク」として行っている点が、大きく異なる。
また、セックスワーカーたちの人権擁護運動にも参加しており、1999年『売る売らないはワタシが決める』を編著刊行し売買春反対論者を批判した。
2001年には、まんだらけから、赤田祐一と2人の苗字を並べた、コンセプチュアル・リビドー・マガジン『あかまつ』を創刊する予定だったが降板。
2005年に風俗ライターは廃業としているが、現在、有料メルマガ「マッツ・ザ・ワールド」配信の他、『実話ナックルズ』、『スナイパーEVE』、『お尻倶楽部』などに連載。また、セックスワーカーたちの擁護運動には、引き続き関わり続けている。
近年は「中国及び中国人問題」に凝っており、中国語を学習している。「チベット問題を右翼だけが攻撃し、左翼側が攻撃しないのはおかしい」と主張している。
著書は多数あるが、本人は以前より、「自分は飽きっぽい性格で、すでに書き終わった原稿には興味がなく、それを本にまとめるより、新しい原稿を書きたい。生活のために仕方なくやっている」と語っている。
文章を書くのが早いことでも有名で、雑誌の連載などは、何ヶ月も先の回まで書いてしまうこともある。
それでもさらに書きたいことが沸いてくるので、雑誌に書けないことを、かつてはミニコミ『ショートカット』誌上で、現在は自身の有料メルマガに書いている。
2008年5月21日の東京スポーツ(11頁)では"現在は古い文献から、社会現象や風俗を探求することを専門とする"と語っていた。2009年には、長年のエロ関係書籍のコレクション（それは「軽く万冊単位」だという）を基にした『エロスの原風景 江戸時代～昭和50年代後半のエロ出版史』を刊行した。
2011年の福島第一原子力発電所事故後は、脱原発デモに積極的に参加。デモを「申請を出せば誰でもできる」と評価し、各人が好きなやり方でデモを行えばよいと説いた。
2011年6月11日開催の、素人の乱主催「6.11 新宿・原発やめろデモ!!!!!」で、右翼団体・統一戦線義勇軍の針谷大輔が登壇することになったが、人権団体「ヘイトスピーチに反対する会」が登壇阻止を要求した。また、それ以外のスタッフにも針谷登壇に反対する者がいたことから、素人の乱は針谷の登壇を取り消し、登壇させようとしたことを詫びた。松沢は、針谷排除を不当として、「ヘイトスピーチに反対する会」とその同調者を強く批判した。さらに「ヘイトスピーチに反対する会」が在特会と、民族派でも針谷ら在特会を批判する者、さらに「福島でこんな災いを受けねばならない理由は、日本人は世界に誇れる民族だから」と発言した者も同類のレイシストと見なしたことを批判し、左翼に「ヘイトスピーチに反対する会」への同調者が少なくなかったことを嘆いた。
その後は、朝木明代(東村山市議会議員)の転落死をめぐり、創価学会による謀殺であるとする説を主張した瀬戸弘幸と激しく対立したのを契機に、瀬戸や行動する保守を批判するようになり、野間易通らと共に「ヘイトスピーチに反対する会」とその同調者を「ヘサヨ」と批判する一方、首都圏反原発連合や、在特会批判では、野間らの属するレイシストをしばき隊（C.R.A.C.）と活動を共にし（隊員ではない）、出版不況と相まってすっかりライター稼業は鳴りを潜めている。
2013年末には、「品切れ・増刊予定なし」となっていた、ちくま文庫版の『ぐろぐろ』を、盛岡・さわや書店が700冊を買い切ることを申し出て、増刷された。

## 主な論争
論争についてはかなり粘着的なところがある。
- 1995年ごろに同じ「古本系ライター」であった唐沢俊一と、青林堂のガロ誌に連載していたコラムをめぐりトラブル。唐沢がロフトプラスワンのイベントやニフティのフォーラムで松沢を非難。これに対し松沢が抗議文を送り、ロフトプラスワンでの公開討論を提案するが唐沢は討論に使用されるビデオについて著作権上の理由をあげてこれを断る、松沢からはビデオ使用は引用であり著作権法上問題がないと指摘される。唐沢は松沢との直接対話を拒み、メールなどの文章での反論に終始した[14]。
- 同じく1995年ごろ、オウム真理教をめぐって小林よしのり、切通理作らと論争。この論争は膨大な参加者を巻き込んでおり、松沢が関わったのはその一部に過ぎない。また、『宝島30』の上田高志編集長は「切通理作と丸田祥三は宝島社が育てたようなところがあるから、守ってやらなければならない」と切通に便宜を図ったことから、松沢は上田も強く批判している。詳細は『教科書が教えない小林よしのり』参照。
- 2000年、かつては連載をもっていた『創』誌の編集長、篠田博之と論争。
- 2000年、『売る売らないはワタシが決める』を出した後、『週刊金曜日』で売買春反対論のトロツキスト・森田成也と誌上討論を行った。売買春否定論を唱えていた小谷野敦は投書し、売春防止法があるから娼婦は差別されるという松沢の論は間違いだと指摘。すると松沢の同志で「人権ファシスト」を名乗る佐藤悟志が投書して、小谷野はレズビアン差別発言をしたことがあると個人攻撃、同一人の投書は二カ月できないため、小谷野は同誌に抗議し、再反論を載せた。また「絶望書店主人」が、小谷野の『江戸幻想批判』における近世娼婦の平均寿命は23歳という記述を疑わしいとして論争になったが、2002年松沢は、本多勝一の雑誌『あれこれ』でこれをとりあげ、「だから売春はいけないというのだ」と記して反論したが、これはこの論争を見た別人による文章で、小谷野の主張ではなく、小谷野は編集部に抗議。松沢は、誤読だとしたが、編集部ではみな、小谷野がそう主張したと信じていたといい、小谷野に謝罪する意向を示したが、松沢が激怒、謝罪はされなかった。その後小谷野は売春必要悪論に転換し、『日本売春史』を上梓したが、松沢は読みもせずにネット上で論難した。
- 「オカマ」は差別か論争
  - 2001年6月15日号の『週刊金曜日』に東郷健についての記事「伝説のオカマ 愛欲と反逆に燃えたぎる」が掲載されたことに端を発する論争。
- 2007年から2008年にかけて、多摩レイクサイドFMを主催している、矢野穂積ら東村山市市議2名の活動を自身のサイト上で批判。

## 著書

### 単著
- 『エロ街道をゆく―横丁の性科学』（同文書院、1994年→ちくま文庫）
- 『新宗教の素敵な神々―日本各地の神様訪問ルポ』（マガジンハウス、1995年）
- 『松沢堂の冒険 鬼と蠅叩き』（翔泳社、1995年）
- 『魔羅の肖像』（翔泳社、1996年→新潮OH！文庫）
- 『ぐろぐろ』（ロフトブックス(星雲社)、1998年→ちくま文庫）
- 『エロ街道五十三次』（青弓社、1998年）
- 『風俗バンザイ』（創出版、1998年→『風俗就職読本』と改題して徳間文庫）
- 『大エロ捜査網』（青弓社、1998年）
- 『えろえろ』（ポット出版、1998年）
- 『恐怖の大玉』（ポット出版、1999年）
- 『糞尿タン』（青林堂、1999年）
- 『熟女の旅』（筑摩書房、1999年→ちくま文庫）
- 『風俗ゼミナール (お客編)』（ポット出版、2001年→イーストプレス・文庫ぎんが堂）
- 『風俗ゼミナール (女の子編)』（ポット出版、2001年→イーストプレス・文庫ぎんが堂）
- 『風俗ゼミナール(女の子編・上級)』（ポット出版、2002年）
- 『風俗ゼミナール (お客編・上級)』（ポット出版、2003年）
- 『風俗見聞録』（ポット出版、2003年12月）
- 『風俗ゼミナール体験編 60分ロマンス』（ポット出版、2004年）
- 『風俗お作法 最後の5分で心をつかむ』（しょういん、2008年）
- 『エロスの原風景 江戸時代～昭和50年代後半のエロ出版史』（ポット出版、2009年）
- 『クズが世界を豊かにする』（ポット出版、2009年）
- 『闇の女たち　消えゆく日本人街娼の記録』新潮文庫（オリジナル）2016年
- 『マゾヒストたち: 究極の変態18人の肖像』新潮文庫 2019年

### 共著・編著
- 『ザ・ホラーヒーローズ』村田ビデ雄・名義で編  シンコー・ミュージック 1988年10月)
- 『ウンゲロ』（のびきりのびいち（押切伸一））と共著、シンコー・ミュージック、1990年9月）
- 『教科書が教えない小林よしのり』（宅八郎、靍師一彦、絓秀実との共著 ロフトブックス(星雲社)、1997年11月）
- 『ポップ・カルチャー』（宮台真司共著、毎日新聞社、1999年4月）
- 『売る売らないはワタシが決める―売春肯定宣言』（編著、要友紀子他共著、ポット出版、2000年1月）
- 『援交から革命へ』（宮台真司共著、ワニブックス、2000年9月）
- 『ワタシが決めた』（（編著） ポット出版、2000年10月）
- 『風俗体験ルポマンガ　亀吉が行く!』（長田要マンガ、松沢呉一取材・文、ポット出版、2001年7月）
- 『「オカマ」は差別か 『週刊金曜日』の差別表現事件』（伏見憲明, 及川健二他との共著 ポット出版、2002年2月）
- 『ワタシが決めた2』（（編著） ポット出版、2003年3月）
- 『セックスワーク・スタディーズ』日本評論社、2018年。ISBN 978-4-535-58724-3。

### 監修
- 『セックス・フォー・セール』（ロナルド・ワイツァー著、岸田美貴訳、松沢呉一監修、ポット出版、2004年8月）
- 『ポルノグラフィ防衛論』（ナディーン・ストロッセン著、岸田美貴訳、松沢呉一監修、ポット出版、2007年10月）
- 『英語で新宿二丁目を紹介する本』 森村明生著、ポール・ネルム訳、松沢呉一監修、ポット出版、2008年5月）

## 映像作品
- 『Go!Go!パチンコ倶楽部』（ビデオ、出演、1993年）
- 『嗚呼、涙のハードコアお笑い劇場』（DVD、監修、2008年） - なべやかん、猫ひろし、世界のうめざわ、ウクレレえいじ、東京ペールワン、元氣安、ガッポリ建設他出演